# Société étrusque

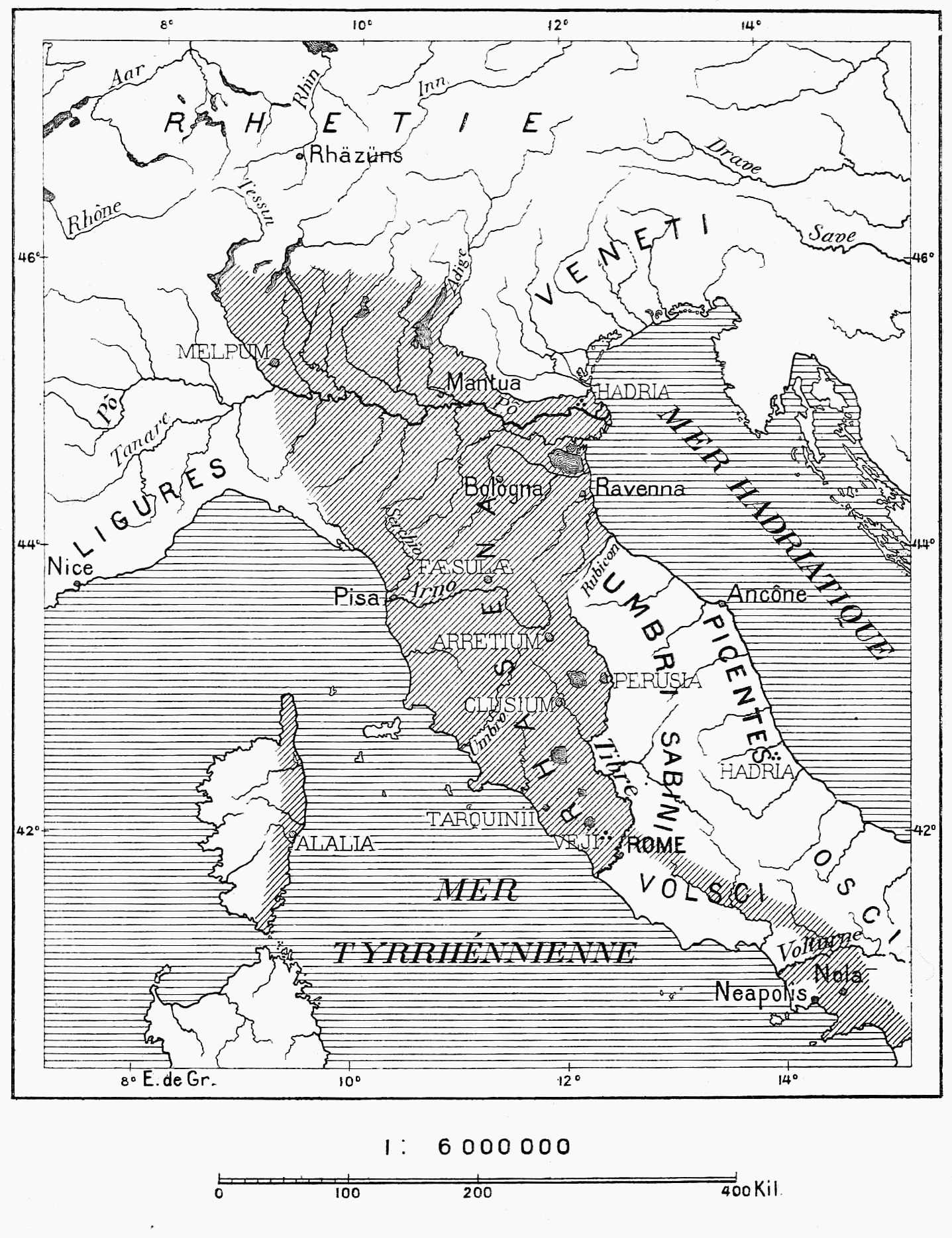
Aide du territoire étrusque

La société étrusque, depuis son émergence au VIIe siècle av. J.-C. jusqu'à sa romanisation progressive et sa dissolution au sein du monde romain au début de notre ère, ne fut jamais unifiée politiquement. Elle était constituée d'un ensemble de cités-état, selon le modèle grec, qui évoluèrent progressivement de la monarchie vers un régime républicain, toujours à l'exemple de la Grèce antique. Au-delà de ces divisions, elle est reconnue comme un tout, une entité distincte, le Tuscum nomen, par ses voisins latins ou grecs, qui éprouvent à son égard des sentiments ambigus : de fascination pour sa religiosité mais aussi de rejet pour une mollesse supposée, la fameuse truphè étrusque ou encore la liberté, jugée scandaleuse, des femmes. La société étrusque a connu au cours de son histoire une hellénisation progressive, tout en influençant ses voisins méridionaux, les Romains, dont les écrivains reconnaissaient cette dette.

## Organisation politique et sociale
Les institutions politiques étrusques nous restent mal connues. Ce que nous en savons nous est parvenu à travers le prisme de passages allusifs dans des textes grecs ou latins. L'archéologie vient suppléer à ces sources lorsqu'elle le peut, essentiellement sous forme d'inscriptions, dont notre connaissance fort imparfaite de la langue étrusque laisse subsister de nombreux points d'interrogation.
La société étrusque plonge ses racines dans la culture de Villanova. À partir du IXe siècle av. J.-C., on passe d'une société relativement égalitaire avec un habitat de villages dispersés à  une société pré-urbaine dont les villages se regroupent en agglomérations dans les endroits correspondant à l'emplacement des futures cités étrusques, un phénomène connu sous le nom de synœcisme. Il s'accompagne d'un regroupement des nécropoles, un élément que l'archéologie permet de mettre en évidence. Ces nouveaux centres répondent à différents critères : ils sont proches d'un cours d'eau et de bonnes terres agricoles, et facilement défendables. Ce regroupement se fait sous l'égide d'une aristocratie naissante.
- La dodécapole fédération de 12 lucumonies, dirigée par le « zilath du peuple étrusque », gouverneur sans en avoir la substance.
  - La lucumonie dirigée par le lucumon, roi tyran de la ville-état issu de l'aristocratie.

À chaque lucumonie correspondaient autant de districts comprenant des cités plus petites, des bourgs et des villages.
Le Lucumon est au sommet de la hiérarchie aidé par la classe oligarchique des maîtres, et enfin les esclaves et les paysans.
Le plus célèbre est Porsenna, mais d'autres rois nous sont connus à travers les inscriptions funéraires.
- La société étrusque était en apparence organisée et sa vie politique et sociale structurée.

Les traces archéologiques recueillies dans les nécropoles et sur les décorations funéraires se réfèrent toujours à des personnes aisées et d'un bon niveau social.
- La société étrusque est divisée en deux classes : esclaves et maîtres.

Les traces archéologiques recueillies ne montrent aucune évolution au cours des siècles même si l'on peut supposer l'apparition au VIe siècle av. J.-C. d'une classe moyenne composée d'artisans et de marchands travaillant pour leur propre compte.
L'état était organisé seulement en apparence, la lucumonie était dirigée par des riches oligarques à qui obéissaient les esclaves et les paysans (pénestes) et la dodécopole par le zilath (sans pouvoir réel).

### Caractéristiques et attributs du pouvoir royal
« une couronne d'or, un trône d'ivoire, un sceptre avec un aigle sur le pommeau, une tunique de pourpre incrustée d'or et un manteau pourpre brodé, tels que les rois de Lydie et de Perse le portaient sur eux.... cela semble avoir été une coutume tyrrhénienne pour chacun des rois dans sa cité, qu'il fût précédé par un licteur, un seul, portant une hache avec un faisceau de baguettes; et lorsqu'il y avait une expédition commune des douze cités, on remettait les douze haches à un seul homme, celui qui avait reçu le pouvoir souverain. »

— Denys d'Halicarnasse, Antiquités romaines, Livre III, 61, 1-2 (dans le récit qu’il fait de la conquête de l'Étrurie par Rome, sous le règne de Tarquin l'Ancien)
- L'Étrurie était dirigée par 12 rois dirigeant les 12 villes-états (12 lucumonies) de la confédération dodécapole de l'Étrurie : Véies, Cisra (Caere des Romains), Tarquinia, Vulcia, Velzna déplacée à Volsinii nova, Clusium, Perusia, Cortone, Arretium, Volaterrae, Vetulonia, Fiesole[2].

Il existait une grande rivalité entre les villes et ainsi au fil des siècles des villes furent admises puis écartées (Fiesole, Marzabotto, Norchia, Tuscania, Saturnia, Talamone)
Les lucumonies étaient unies uniquement par des liens religieux. Les villes étrusques étaient très individualistes, aucune ne dominait et il n'y avait pas de solidarité politique.

« N'allez pas penser que cette ligue de douze villes étrusques impliquait une solidarité entre elles. Chaque cité était son propre royaume. Et c'est cet esprit individualiste qui a fait chuter les Étrusques devant Rome. »

— Jean-Paul Thuillier, le Sourire des Étrusques
Il y avait 3 dodécapoles (ligues ou mech) de 12 lucumonies.
Les fonctions politiques sont mal connues et seules les fonctions religieuses sont documentées sur les trouvailles archéologiques.
Les rois (lucumons) et les aristocrates (principes) se réunissent annuellement lors du conciclium etruriae à l'endroit sacré (Fanum Voltumnae) pour discuter des affaires militaires et politiques, et pour choisir également un zilath meXl rasnal (gouverneur), élu pour une année.

### Les condottieri
Auprès des rois on trouve les condottieri, de hiérarchie uniquement militaire. Leur existence historique, liée à celle de leurs gens est attestée par des épigraphes (famille des Tolumnii à Véies).
Un des plus prestigieux condottiere est Mastarna qui par sa puissance parvint à mettre en danger l’autorité du roi elle-même.

### Les magistrats
Ils constituent une catégorie de la société civile étrusque, très puissante et très attachée à ses prérogatives et ses privilèges et délibèrent dans une sorte de sénat, la seule assemblée politique de l'état étrusque. Les magistrats choisissent parmi eux les principes élus annuellement. Ceux-ci peuvent se substituer au roi, et, assistés d'une série de magistrats, peuvent assumer les fonctions de dirigeants.

### Charges sacerdotales et administratives
Les religieux jouissaient d'une participation directe au gouvernement.
Les peu d'informations que nous connaissons proviennent des épigraphes.
Dans la langue étrusque on a déchiffré une famille de mots, dérivants de la racine :
- Zil, signifie « gouverner »,
- Zilic, zilath, signifient magistratus, c'est-à-dire soit la charge de la magistrature, soit la personne qui l'exerce, le magistrat.
- Zilaxjnve, zilachnuce, signifient « a fait le magistrat ». Certains zilath portaient un autre titre.
- Premier zilath signifiait « premier ministre » ou « président de conseil ».
- zilath mechl rasnas, c'est-à-dire « zilath du peuple étrusque » ou gouverneur d'un état.
- Maru, désignait un ensemble de magistrats et de prêtres.

### Les insignes de pouvoir
À côté de l'écriture, il existe des attributs, des objets, qui fonctionnent comme des indices de statuts, de pouvoir aristocratique, de prestige.
Le premier est le trône, qui peut avoir une forme de dossier arrondi très typique. C'est vraiment l'un des éléments récurrents du langage aristocratique mis en scène, dans les tombes par exemple. Le décor est fait, au repoussé, de rosaces et d'étoiles. C'est un décor plus ornemental que figuré, typique de l’Époque Orientalisante. Le « diphros (en) » est un petit siège pliant, qu'on retrouve plus tard encore dans les représentations archaïques, et un autre signe de pouvoir, tout comme le repose-pied. Par la suite, dans le monde romain, il servira de siège aux magistrats.
Les haches bipennes sont un autre type d'objets qui soulignent le statut de l'aristocrate ou du magistrat. Dès l’Époque Orientalisante, c'est la mise en place d'une imagerie du pouvoir qui va perdurer jusqu'à Rome. Les lituus, des bâtons recourbés, sont sans doute aussi des objets-signes de pouvoir. Ils peuvent prendre également une dimension religieuse.
L'éventail est un symbole important plus typiquement féminin. Les chars sont de même déposés dans les tombes aristocratiques comme signe de pouvoir important.
Les objets de luxe, marques évidentes de pouvoir et de richesses, circulent beaucoup avec les échanges méditerranéens. Provenant majoritairement d'Orient, ils transportent un répertoire décoratif oriental qui va inspirer et transformer l'artisanat local. Les aristocrates étrusques n'ont, de plus, aucun mal à se reconnaître dans les objets orientaux exaltant l'aristocratie.
Parmi ces objets les plus clairement importés, on peut citer les œufs d'autruche, peints ou gravés. Ils témoignent de la capacité de ces aristocrates à s'insérer dans ces réseaux d'échanges.
C'est ce dont témoignent également les grands coquillages phéniciens. Les aristocrates des autres cultures consomment également de ces objets importés de luxe. Il y a également des objets manufacturés. Ces objets, en arrivant en Étrurie, font l'objet de copies locales, de reproductions, ce qui permet une assimilation du langage figuré oriental.

## La famille étrusque
La famille était composée du père et de la mère vivant souvent avec les enfants et les neveux. Cette structure est reproduite dans le placement des lits et des chambres dans les tombes. Certains degrés de parentés nous sont connus grâce aux inscriptions reportées dans les tombeaux: papa' (grand-père), ati nacna (grand-mère), clan (fils), sec (fille), tusurhtir (époux), puia (épouse), thuva (frère) et papacs (neveu).

## La femme étrusque
La femme étrusque jouissait d'une considération et d'une liberté égales à celles de l'homme.
Elle pouvait participer aux banquets allongée sur le même lit de table (κλἰνη en grec) que son mari, participer aux jeux sportifs et aux spectacles. Ce fait scandalisait les Romains pour qui etrusca était synonyme de prostituée (décriée également par les Grecs dans la Truphè étrusque).
La femme transmettait son nom aux enfants (surtout parmi la classe la plus élevée de la société). Sur les épigraphes le nom de la femme est précédé par le prénom (son nom personnel) comme affirmation de sa propre individualité au sein du groupe familial. Les noms propres de femme fréquemment gravés sur le vaissellier et les fresques funéraires sont : Ati, Culni, Fasti, Larthia, Ramtha, Tanaquille, Veilia, Velia, Velka.